# Hydrobaenus itachigranulatus
Hydrobaenus itachigranulatus är en tvåvingeart som först beskrevs av Sasa och Suzuki 1987.  Hydrobaenus itachigranulatus ingår i släktet Hydrobaenus och familjen fjädermyggor. Inga underarter finns listade i Catalogue of Life.